# Søvik, Vestland
Søvik är en tätort som till större delen ligger i Bjørnafjordens kommun i Vestland fylke i västra Norge. En mindre del av orten finns i angränsande Bergens kommun. Orten ligger vid Lysefjorden, där fylkesväg 5156 möter fylkesväg 5158, väster om Europaväg 39.
Sedan 2013 räknas bebyggelsen i den närliggande orten Nordvik som en del av tätorten Søvik.